# Matěj Čechal
Matěj Čechal (* 1. Februar 2005) ist ein tschechischer Fußballtorwart.

## Karriere

### Verein
Čechal begann seine Karriere beim TJ Hradiště. Zur Saison 2015/16 wechselte er zum FC Písek. Zur Saison 2020/21 wechselte er in die Jugend von Sparta Prag. Zur Saison 2023/24 wurde er an den Drittligisten FK Loko Vltavín verliehen. Für Vltavín hütete er achtmal das Tor in der Česká fotbalová liga. Im Januar 2024 kehrte er zu Sparta zurück, wo er aber für die Reserve kein Spiel absolvierte. Zur Saison 2024/25 wechselte er zum FK Teplice. Bei Teplice spielte er primär für die Reserve, für die er 25 Drittligapartien absolvierte. Er stand auch mehrmals im Profikader des Erstligisten, kam aber zu keinem Einsatz.
Zur Saison 2025/26 wechselte Čechal zum österreichischen Zweitligisten FC Hertha Wels, bei dem er einen bis 2027 laufenden Vertrag erhielt. Sein Debüt in der 2. Liga gab er im August 2025, als er am ersten Spieltag jener Saison gegen den Floridsdorfer AC in der Startelf stand.

### Nationalmannschaft
Čechal spielte zwischen 2020 und 2023 zwölfmal für tschechische Jugendnationalauswahlen.